# Brandon Judd
Brandon Judd es un agente de control fronterizo y sindicalista estadounidense que, desde diciembre de 2024, es el nominado por Donald Trump para cumplir el rol de embajador de los Estados Unidos en Chile.

## Primeros años y educación
Judd nació en el estado de Arizona. 

## Carrera
Judd fue nombrado agente de campo de la Patrulla Fronteriza de los Estados Unidos en 1997. 
A partir de 2002, fue líder del Equipo de Operaciones Especiales de Montaña y oficial de entrenamiento de campo destinado en Naco, Arizona .  También se ha desempeñado como instructor en la Academia de Patrulla Fronteriza y como agente de campo en los puestos de la Patrulla Fronteriza en Houlton, Maine ; El Centro, California; Tucson, Arizona; y Havre, Montana. 
En 2001, Judd fue elegido presidente del sindicato local del Consejo Nacional de Patrulla Fronteriza en El Centro, California.
Entre 2010 y 2012, se desempeñó en sus funciones como presidente del sindicato local del NBPC (Consejo Nacional de Patrulla Fronteriza) en Tucson, Arizona . 
En 2013, fue elegido unánimemente como presidente nacional de la NBPC. 
Judd se retiró de la Patrulla Fronteriza de Estados Unidos en mayo de 2024. 
En diciembre de ese año, el presidente electo Donald Trump anunció su intención de nombrar a Judd como embajador de Estados Unidos en Chile . 
El presidente electo Trump dijo a través de sus redes sociales que Brandon Judd lo ayudó a desarrollar las políticas de seguridad fronteriza “más efectivas en la historia de nuestra nación”. 
En una columna escrita por Judd y publicada en Fox News, se muestra fuertemente crítico de la política migratoria del presidente estadounidense Joe Biden.

## Vida personal
Judd habla español con fluidez. 